# 大教堂庭院
Münsterhof（字面意思是大教堂庭院）是一个城市广场，位于瑞士苏黎世老城核心林登霍夫区，利马特河西岸，大教堂桥西堍，苏黎世圣母大教堂前，林登霍夫山以南，东临利马特河滨河路，广场周围环绕着中世纪行会建筑，

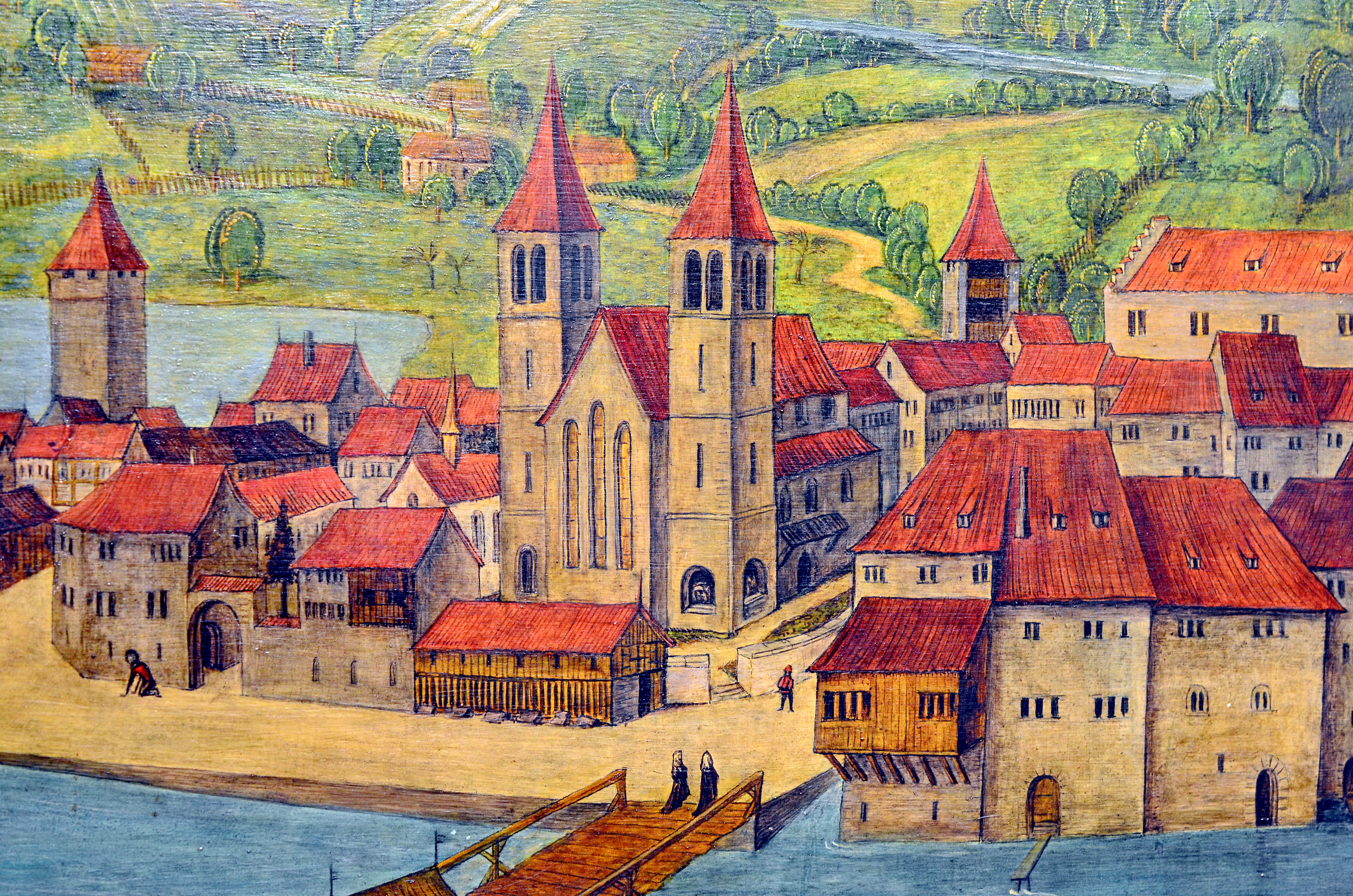
苏黎世圣母大教堂地区，16世纪

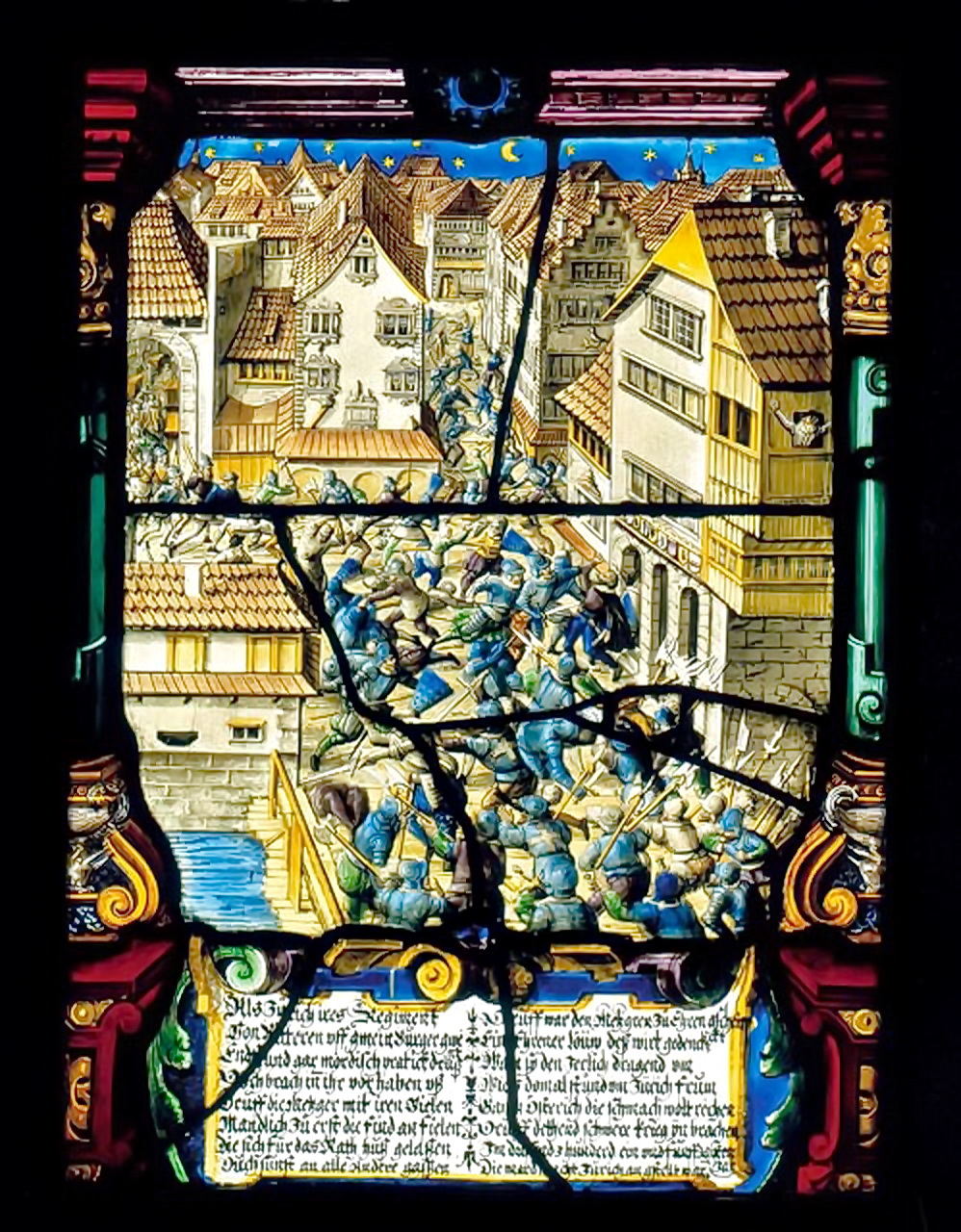
17世纪

## 历史
在中世纪早期，此处原为沼泽，后来用作圣母大教堂修道院的墓地。宗教改革后，该区改为猪市场。1676年广场铺砌鹅卵石。1766年曾增设喷泉。1839年9月，此处曾发生兵变。

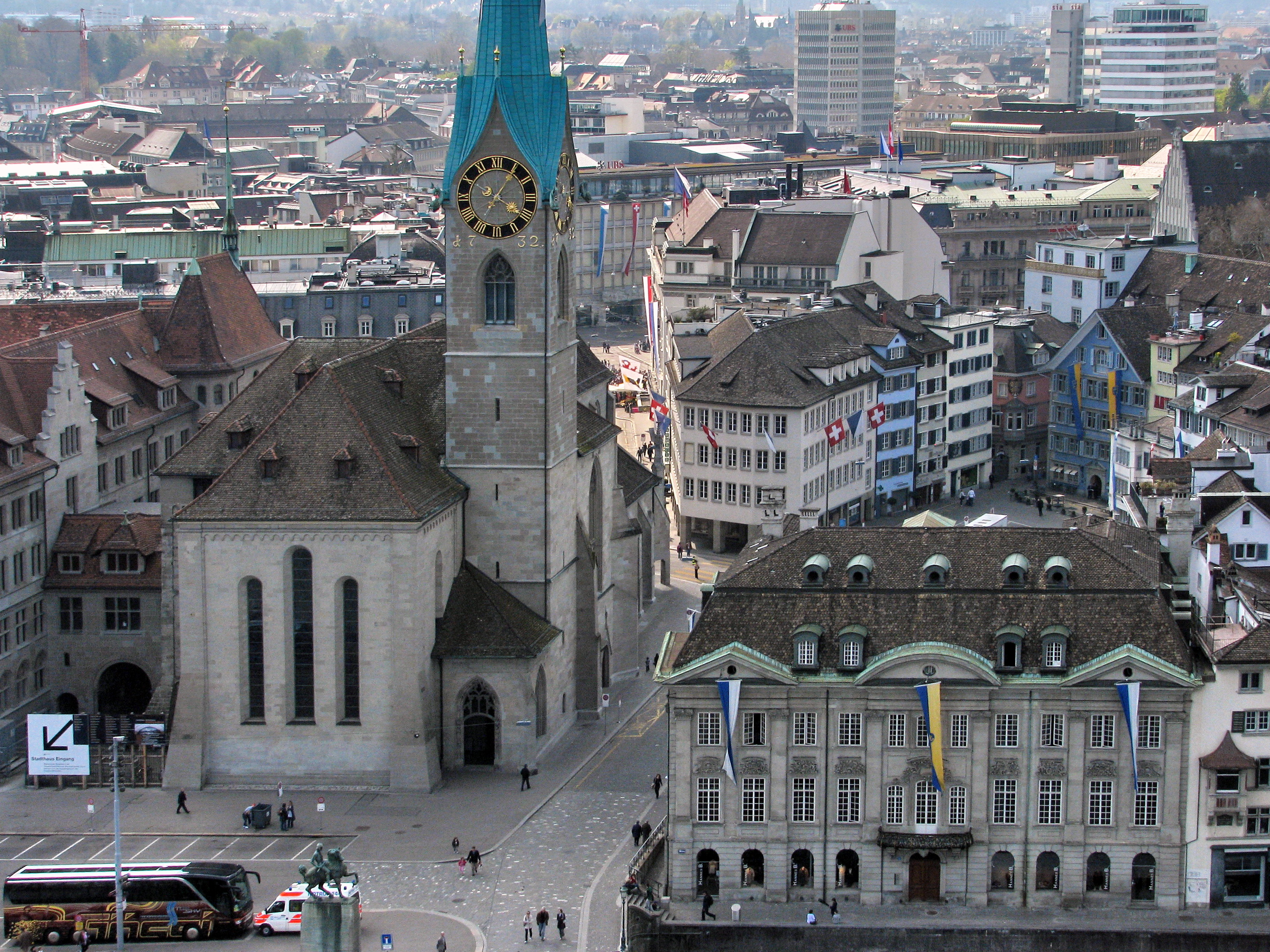
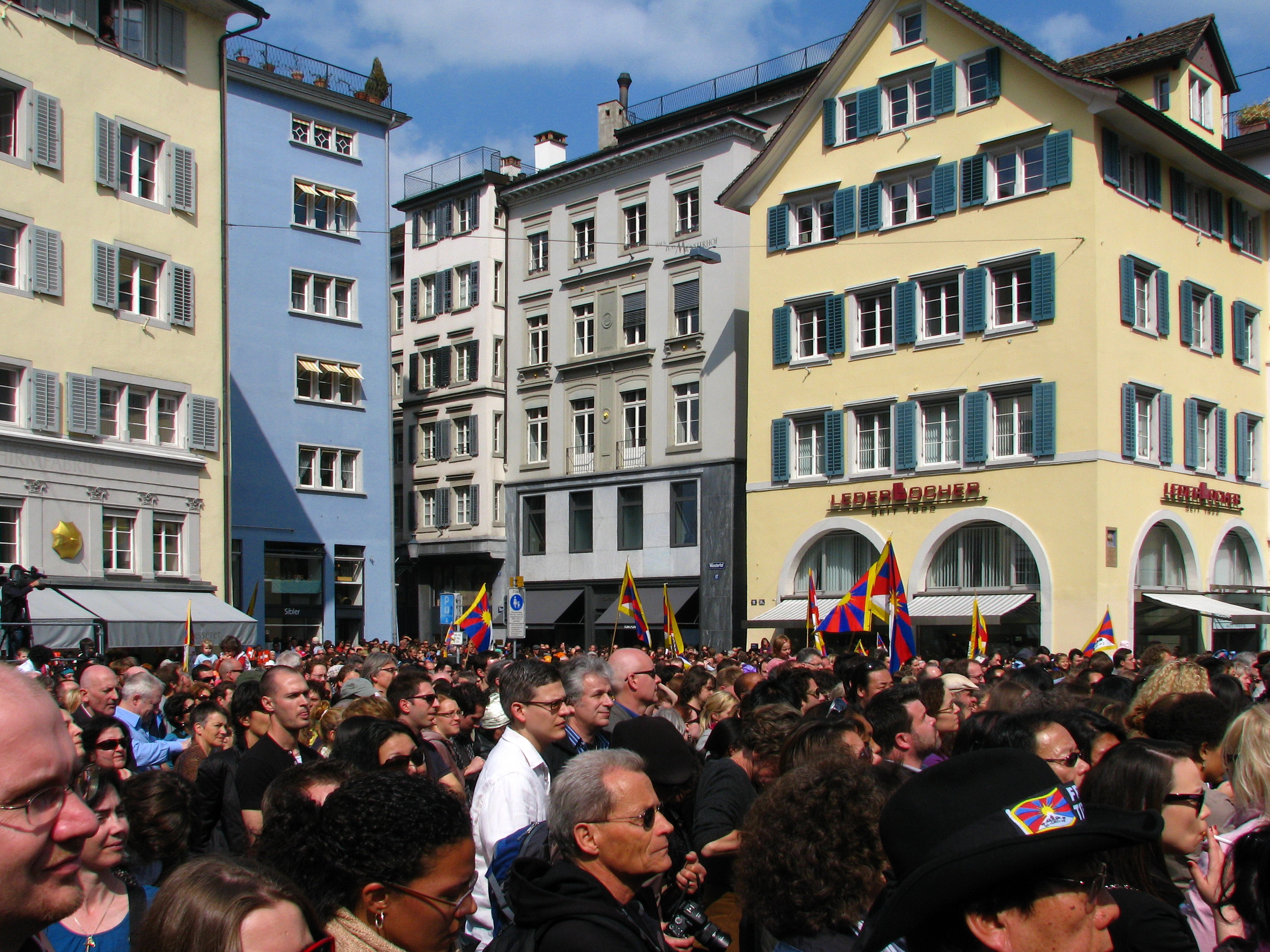
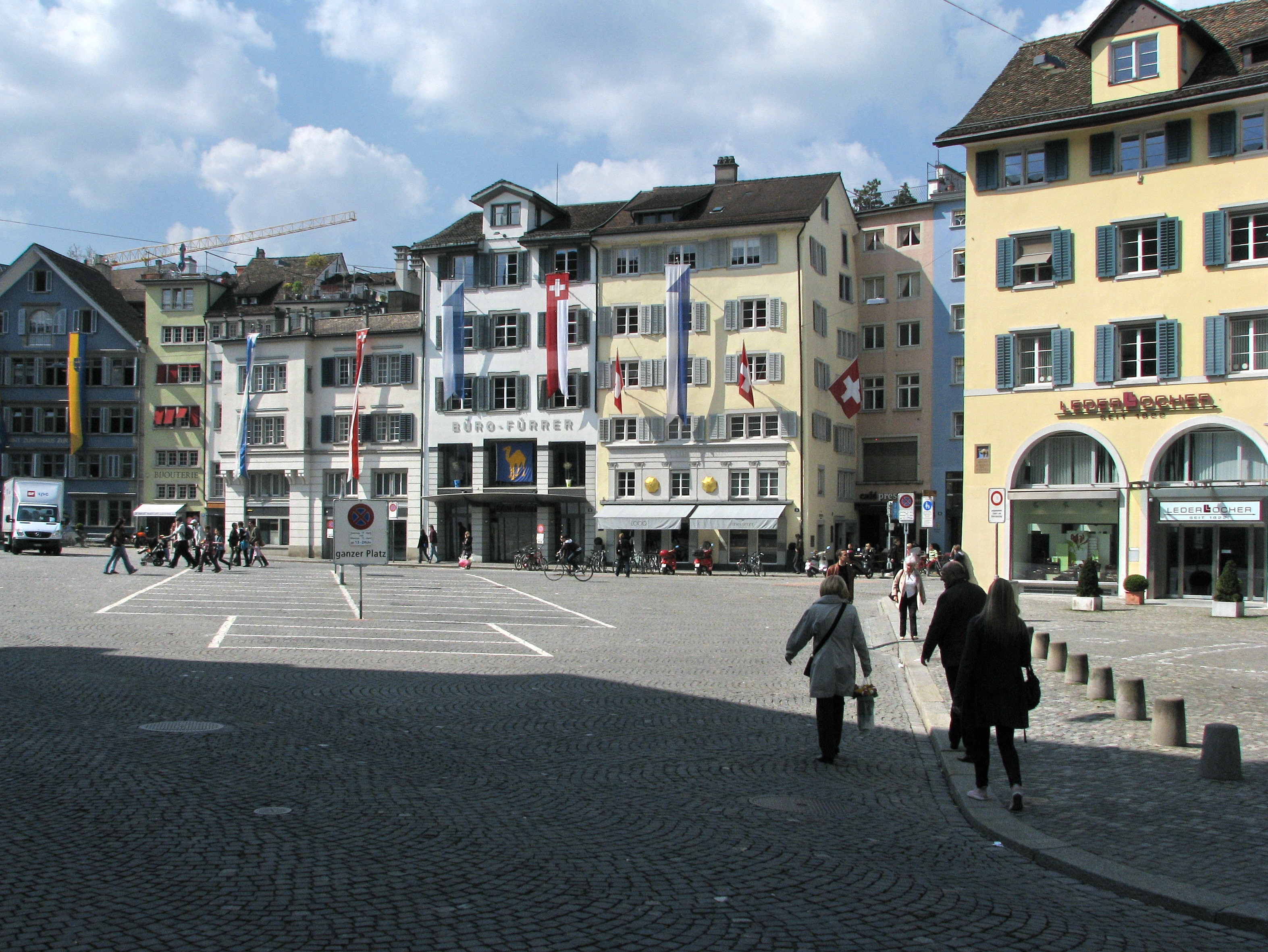
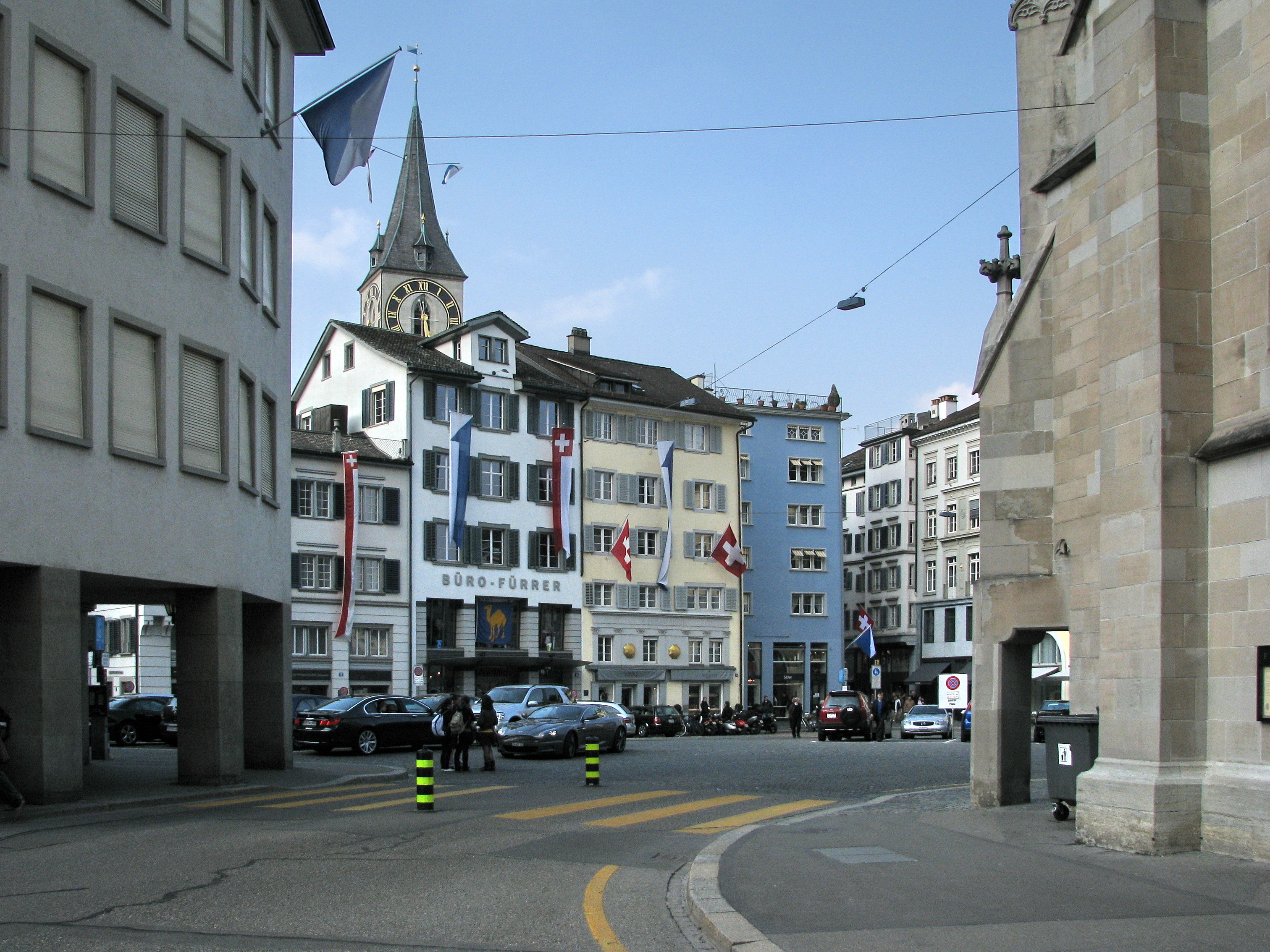